# Mošeja Al-Nabi Junus
Mošeja Al-Nabi Junus (arabsko جامع النبي يونس, latinizirano: Jami' Al-Nabi Yunus) je bila zgodovinska mošeja v Mosulu v Iraku. V njej je bila grobnica, za katero verjamejo, da je bila grobnica svetopisemskega preroka Jone, ki ga muslimani poznajo kot Junus.

## Zgodovina
Domnevni grob preroka Junusa je odkril Džalal al-Din Ibrahim al-Khatni med njegovo rekonstrukcijo mesta kot kongregacijske mošeje leta 1365. Vendar pa je bila mošeja zgrajena tudi nad porušeno asirsko krščansko cerkvijo, ki je označevala Jonov grob.
Leta 1924 je turški arhitekt stavbi mošeje prizidal minaret. Med vladavino Sadama Huseina je bila mošeja prenovljena in razširjena.

## Opis
Mošeja je imela en minaret in stožčasto rebrasto kupolo. Tla mošeje so bila zgrajena iz alabastra, molitvene sobe pa so imele obokane vhode, ki so bili vpisani s koranskimi verzi.
Domnevna Jonova grobnica je bila v vogalu mošeje. Okoli sarkofaga, ki naj bi bil Jonov, je bil vgrajen lesen zarih.
Poleg Jonove grobnice je ob mošeji sodobno svetišče, v katerem je grob šejka Rašida Lolana. To svetišče sega v 1960-ta.

## 2014 uničenje
24. julija 2014 je Islamska država razstrelila stavbo, pri čemer je poškodovala več bližnjih hiš. Navedli so, da je »mošeja postala kraj za odpadništvo, ne za molitev«.

## Arheološko odkritje
Marca 2017, potem ko je bila ISIS pregnana, so pod mošejo našli približno en kilometer dolg sistem rovov. Čeprav so bili vsi premični predmeti odstranjeni, so bili ob stenah še vedno asirski reliefni elementi, strukture in rezbarije.